# شارلوت لامب
شارلوت لامب (بالإنجليزية: Charlotte Lamb)‏ (22 ديسمبر 1937، داجنهام في المملكة المتحدة - 8 أكتوبر 2000 في جزيرة مان)؛ كاتِبة وروائية بريطانية.